# Station Mørkved
Station Mørkved, (Noors:Mørkved holdeplass), is een halte in Mørkved in de gemeente Bodø in fylke Nordland in Noorwegen. De halte ligt aan Nordlandsbanen. De halte wordt bediend door zowel de stop- als de sneltreinen van lijn 71, die van Bodø naar Trondheim loopt.